# Coronària
|  | Per a altres significats, vegeu «Coronària (desambiguació)». |

La coronària (Chrysanthemum coronarium o Leucanthemum coronarium) conegut al Japó com shungiku (春菊) o kikuna (菊菜) és una espècie de margarida que és ornamental i comestible. És originari de l'est d'Àsia però també és consumida tradicionalment a Creta on s'anomena mantilida (grec: μαντηλίδα).
Arran del terratrèmol del Japó de 2011 que afectà de la central nuclear de Fukushima Dai-ichi el mes de març es va retirar de la venda al Japó aquesta planta comestible junt amb els espinacs, la planta kakina, (una verdura de fulla emparentada botànicament amb els espinacs) i la llet, ja que en tots aquests productes, conreats en una zona del Japó, s'hi detectaren nivells de radiació considerats perillosos per a la salut.

## Descripció
Planta herbàcia que és una de les poques plantes de cicle anual del gènere Chrysanthemum. Presenta capítols florals compost de floretes grogues. Les fulles són bipinnades amb lòbuls. Es cultiva millor en climes suaus o lleugerament freds que no pas en els càlids on floreix prematurament. La sembra es fa a la primavera o la tardor.
És rica en minerals (Calci, fòsfor, sodi i potassi), i vitamines. També conté antioxidants que són saludables encara que també s'hi han observat dioxines tòxiques.
Els extractes de la varietat C. coronarium var. spatiosum inhibeixen el creixement de Lactobacillus casei, que és un bacteri beneficiós per l'intestí humà

## Ús alimentari
És popular en la gastronomia coreana, gastronomia cantonesa, especialment a la de Hong Kong, i a la gastronomia japonesa en el Nabemono. S'ha d'evitar la seva sobrecocció. A la gastronomia de Taiwan es fa servir com ingredient en la truita d'ostres.
A Creta se'n mengen els brots joves crus o bullits.

## Galeria

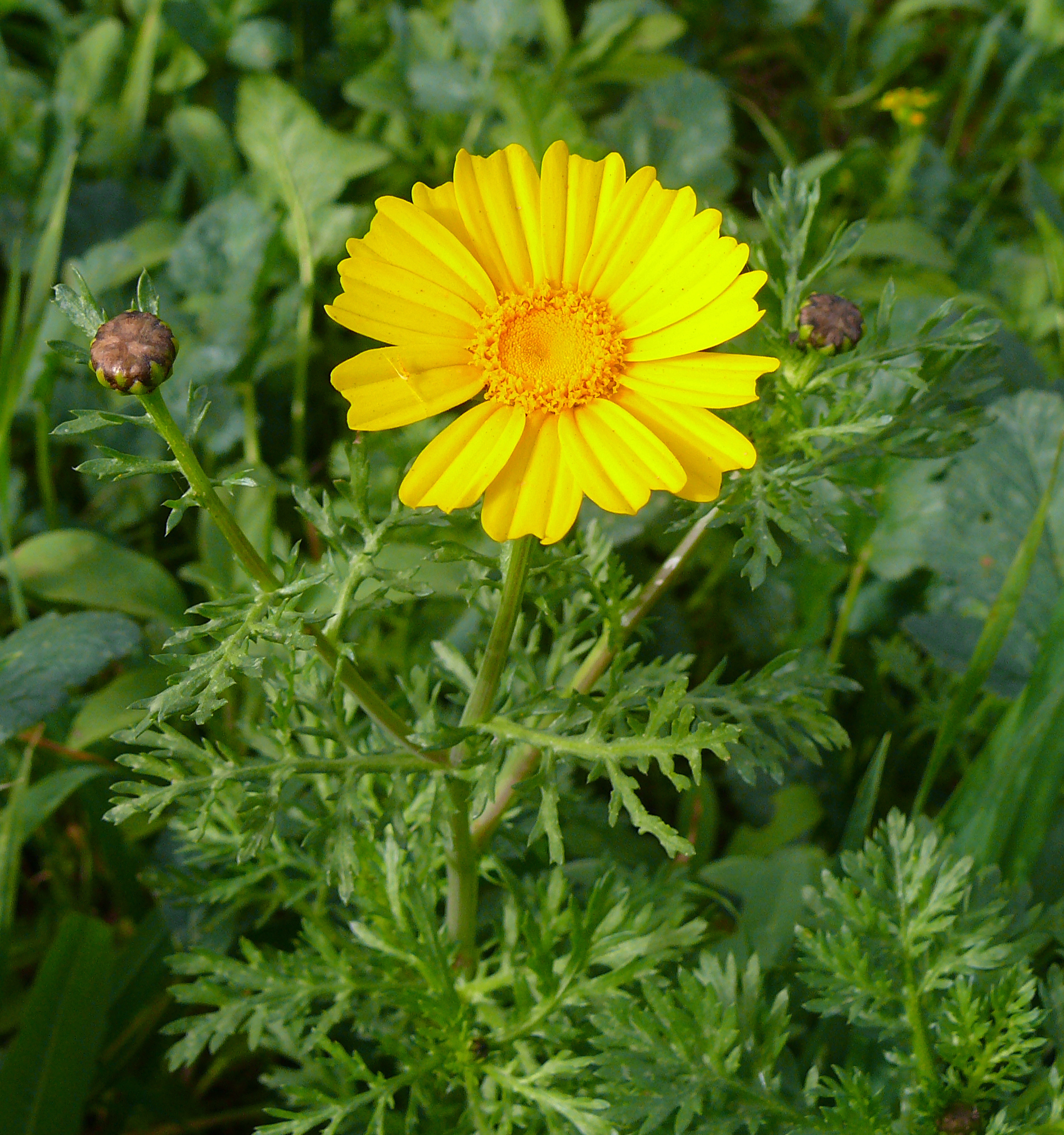
A Israel
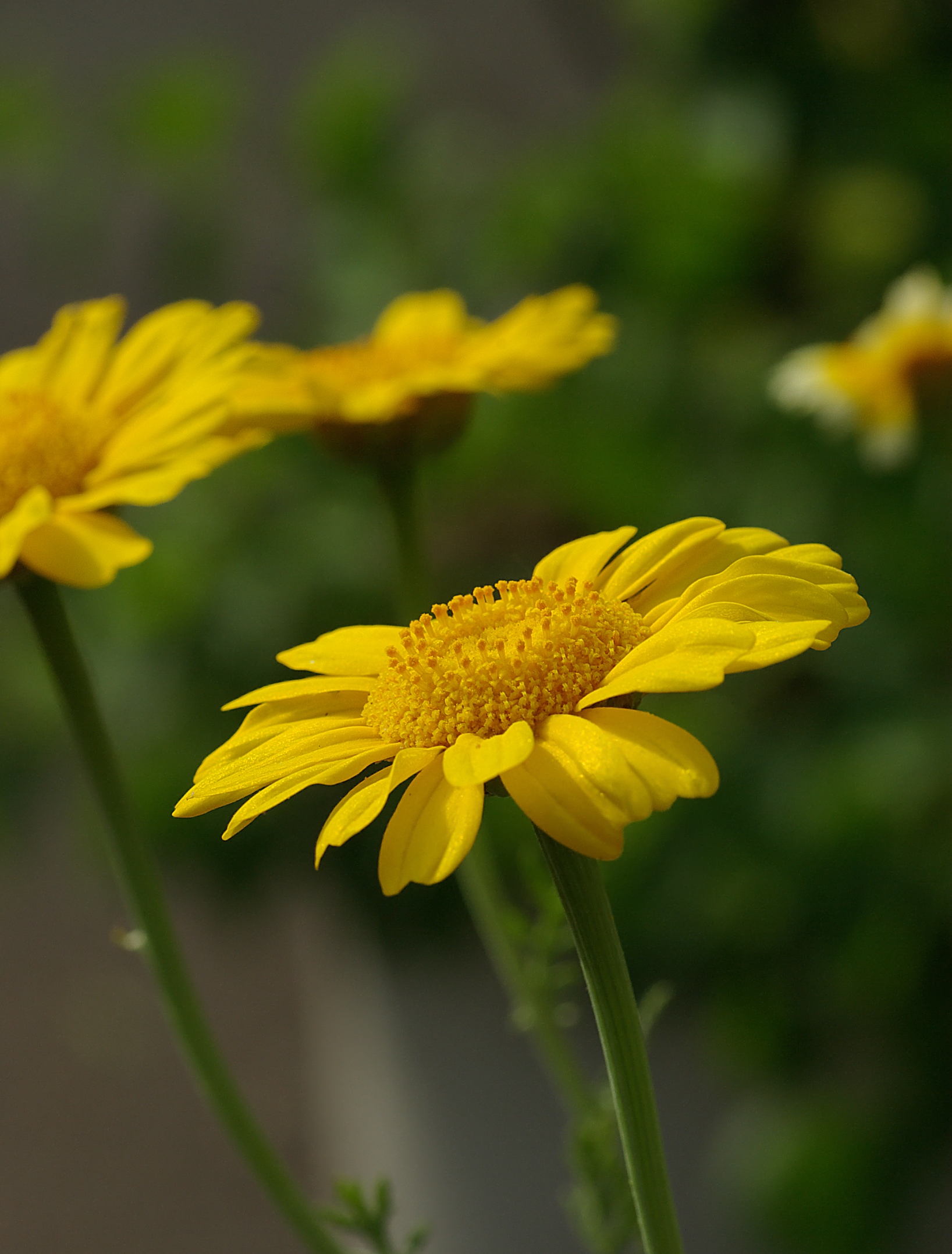
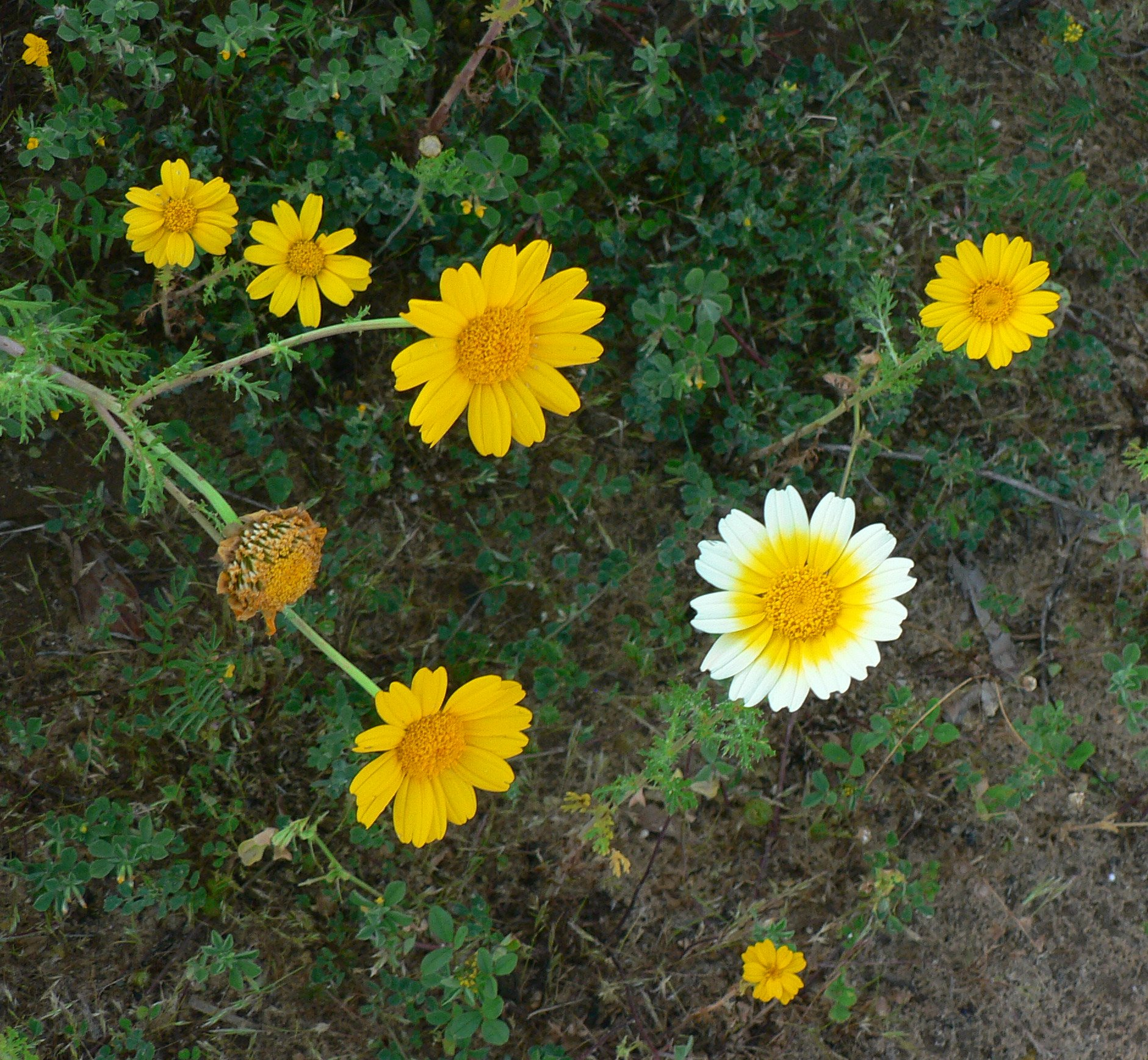
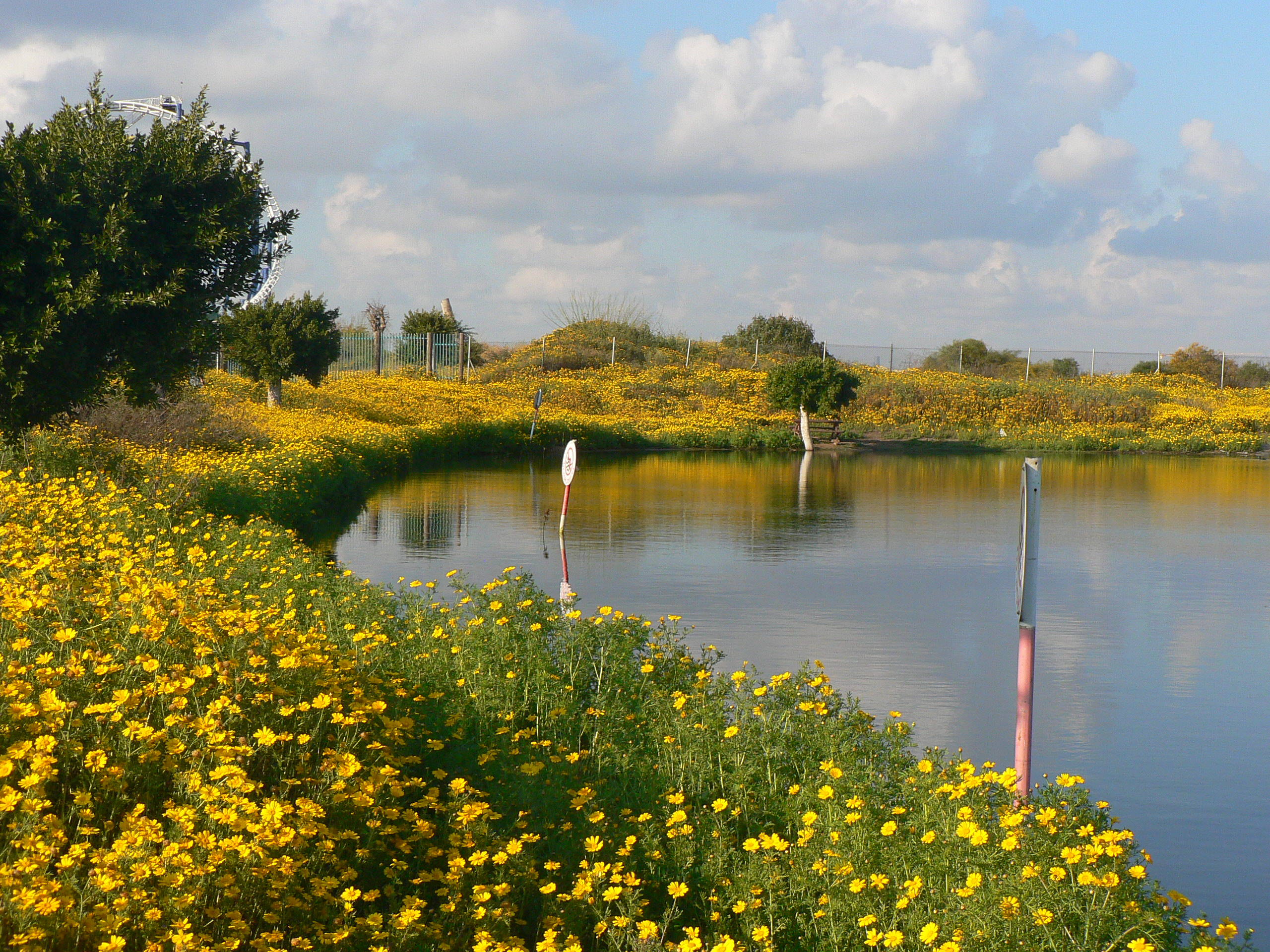